# Liste der Monuments historiques in Merrey
Die Liste der Monuments historiques in Merrey führt die Monuments historiques in der französischen Gemeinde Merrey auf.

## Liste der Objekte
| Bezeichnung                                | Beschreibung                                                                                                 | Standort                                | Kennzeichnung | Schutzstatus | Datum | Bild |
| ------------------------------------------ | --- | --------------------------------------- | ------------- | ------------ | ----- | ---- |
| Skulptur Petrus                            | Stein, farbig gefasst, 17. Jahrhundert                                                                       | in der Kirche St-Pierre-ès-Liens (Lage) | PM52000893    | Classé       | 1964  |      |
| Skulptur eines Bischofs                    | Stein, farbig gefasst, 17. Jahrhundert                                                                       | in der Kirche St-Pierre-ès-Liens (Lage) | PM52000895    | Classé       | 1964  |      |
| Mariä-Himmelfahrts-Altar                   | Altartisch, Altaraufbau, Tabernakel und Gemälde; Holz, farbig gefasst, Ölfarbe auf Leinwand, 18. Jahrhundert | in der Kirche St-Pierre-ès-Liens (Lage) | PM52000898    | Classé       | 1980  |      |
| Gemälde Verzückung des heiligen Bruno      | Ölfarbe auf Leinwand, vergoldeter Holzrahmen, 18. Jahrhundert                                                | in der Kirche St-Pierre-ès-Liens (Lage) | PM52000899    | Classé       | 1988  |      |
| Skulptur Paulus                            | Stein, farbig gefasst, 17. Jahrhundert                                                                       | in der Kirche St-Pierre-ès-Liens (Lage) | PM52000894    | Classé       | 1964  |      |
| Gemälde Petrus wird vom Engel besucht      | Ölfarbe auf Holz, 17. Jahrhundert                                                                            | in der Kirche St-Pierre-ès-Liens (Lage) | PM52000896    | Classé       | 1969  |      |
| Gemälde Petrus wird aus dem Kerker befreit | Ölfarbe auf Holz, 17. Jahrhundert                                                                            | in der Kirche St-Pierre-ès-Liens (Lage) | PM52000897    | Classé       | 1979  |      |